# Альбезе-кон-Кассано
Альбезе-кон-Кассано (італ. Albese con Cassano, п'єм. Albese con Cassano) — муніципалітет в Італії, у регіоні Ломбардія, провінція Комо.
Альбезе-кон-Кассано розташоване на відстані близько 510 км на північний захід від Рима, 38 км на північ від Мілана, 7 км на схід від Комо.
Населення — 4254 особи (2014).
Щорічний фестиваль відбувається 5 липня. Покровитель — Santa Margherita.

## Демографія
Населення за роками:

Станом на 1 січня 2023 року в муніципалітеті офіційно проживало 195 іноземців з 41 країни, серед них 41 громадянин країн Євросоюзу та 5 громадян України.

## Сусідні муніципалітети
- Альбавілла
- Фаджето-Ларіо
- Монторфано
- Орсеніго
- Тавернеріо